# Ferrovia Tortona-Castelnuovo Scrivia
La ferrovia Tortona-Castelnuovo Scrivia era una ferrovia locale che collegava le città di Tortona e Castelnuovo Scrivia dal 1895 al 1933, cosiddetta economica, realizzata cioè con caratteristiche tranviarie.

## Storia

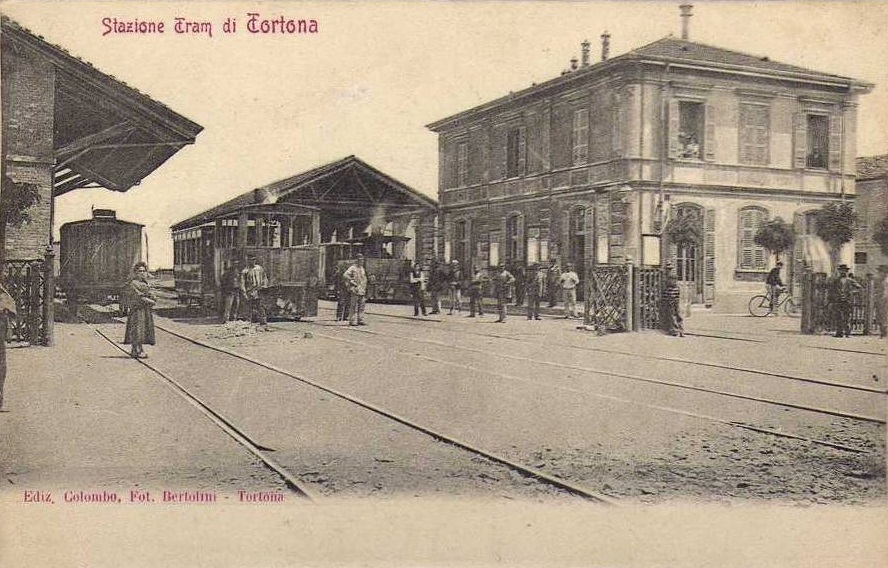
La stazione dei tram di Tortona a Porta Milano

I primi progetti di strade ferrate attorno a Tortona risalgono al 1878, quando l'ingegnere Pietro Frascaroli pubblicò una relazione sulla costruzione di una serie di tranvie a vapore tra Tortona, Serravalle Scrivia, Volpedo, Sale e Castelnuovo Scrivia. Tale relazione fu appoggiata dal comune di Tortona, dalla Banca dei Piccoli Prestiti e Cassa di Risparmio di Tortona e dai comuni del circondario.
Nel 1885 il Circolo del Commercio di Castelnuovo Scrivia propose la costruzione di una tranvia che collegasse la città, maggior centro del circondario di Tortona dopo il capoluogo, alla stazione di Pontecurone: la proposta fu respinta. Maggior successo ebbe la proposta fatta nel 1889 dal comune di Castelnuovo Scrivia a quello di Tortona per l'apertura di una ferrovia economica; nel 1893 i due comuni costituirono un consorzio per la costruzione di una ferrovia economica a scartamento normale, ad esso concessa l'anno successivo.
I lavori, affidati all'impresa Callegaris di Bologna, terminarono il 7 ottobre 1895; la linea fu inaugurata il successivo 20 ottobre. Nel 1903 la ferrovia effettuava cinque coppie di corse giornaliere (più una coppia supplementare il sabato), percorrendo la tratta in 25 minuti.
Nel 1914 il Consorzio che gestiva la ferrovia decise di cedere l'esercizio e la proprietà della linea alla Società Anonima delle Tramvie a Vapore della Provincia di Alessandria, anche nota come la "Belga", che nella provincia di Alessandria gestiva le linee Alessandria-Sale, Marengo-Mandrogne e Alessandria-Casale, oltre alle tranvie Tortona-Sale e Tortona-Monleale, da essa rilevate nello stesso anno.
Col passare del tempo la linea, ormai in pessime condizioni, non fu più in grado di soddisfare i bisogni delle popolazioni locali. Si pensò di elettrificare la linea o di impiegare motrici ad accumulatori, ma ciò non fu possibile. La linea chiuse il 10 marzo 1933 e fu sostituita dal successivo 1º agosto da autobus della Società Autotrasporti Alessandria (SAA). La concessione fu risolta solo nel 1944.

## Caratteristiche
La ferrovia era a binario singolo a scartamento ordinario di 1435 mm, interamente in sede propria. Si sviluppava per 8,692 km. Il raggio di curvatura era di 200 metri, la pendenza massima del 16,7 per mille. I convogli potevano toccare una velocità massima di 25 km/h.

### Percorso
|  | Unused urban continuation backward | Continuation backward |

|  | Unknown route-map component "uexBHF" | Station on track |

|  | Unknown route-map component "uexABZgl" | Unknown route-map component "emABZgr" |

| Unknown route-map component "uexCONTgq" | Unknown route-map component "exSTR" + Unknown route-map component "uexSTRr" | Straight track |

| Unknown route-map component "CONTgq" | Unknown route-map component "xKRZu" | One way rightward |

| Unknown route-map component "exHST" |

| Unknown route-map component "exHST" |

| Unknown route-map component "exHST" |

| Unknown route-map component "exKBHFe" |

Il capolinea, assieme a quelli della tranvia Tortona-Sale e della tranvia Tortona-Monleale, si trovava a Tortona nei pressi di Porta Milano; inaugurato nel 1889, sostituiva la precedente stazione tranviaria, costruita per la Tortona-Sale e situata nei pressi dei giardini pubblici.
Poco dopo il capolinea, la linea sottopassava la ferrovia Alessandria-Piacenza e, seguendo un percorso rettilineo a nord, toccava le località di Ronco, Ova e Cascinotti prima di giungere al capolinea situato alla periferia sud di Castelnuovo Scrivia, in via Tortona, dotato di fabbricato per i viaggiatori e di una rimessa.
Nel 1894 era stato realizzato un raccordo tra la stazione tranviaria di Tortona e lo scalo merci della stazione di Tortona.

## Materiale rotabile
Sulla ferrovia prestarono servizio cinque locomotive a vapore bidirezionali di tipo tranviario a due assi, realizzate tra il 1881 e il 1882 dalla Schweizerische Lokomotiv- und Maschinenfabrik e dalla Krauss. Come usuale all'epoca, furono battezzate con nomi: rispettivamente Tortona, Camilla, Roma, Mafalda e Jolanda.
Il materiale trainato era costituito da 18 carrozze passeggeri a due assi e 14 carri merci; tutto il materiale rotabile era usato promiscuamente anche sulle tranvie per Sale e Monleale.
Con l'assorbimento delle linee tortonesi da parte della "Belga" il materiale rotabile fu usato anche sulle altre linee sociali; nel 1931 il parco rotabili della "Belga" per il servizio sulla Tortona-Castelnuovo Scrivia risultava composto da una locomotiva a vapore, 5 rimorchiate a due assi e 6 carri merci.

### Materiale motore - prospetto di sintesi
| Unità | Anno di costruzione | Costruttore    | Quantità | Tipo     | Velocità massima |
| ----- | ------------------- | -------------- | -------- | -------- | ---------------- |
| 1     | 1881                | SLM Winterthur | 1        | a 2 assi | 20 km/h          |
| 2 ÷ 5 | 1882                | Krauss         | 4        | a 2 assi | 25 km/h          |